# Aspidostemon trianthera
Aspidostemon trianthera är en lagerväxtart som först beskrevs av André Joseph Guillaume Henri Kostermans, och fick sitt nu gällande namn av J.G. Rohwer. Aspidostemon trianthera ingår i släktet Aspidostemon och familjen lagerväxter. Inga underarter finns listade i Catalogue of Life.